# Щукин, Альберт Викторович
Альберт Викторович Щукин (11 апреля 1971) — советский и российский футболист и тренер, играл на позиции вратаря.

## Карьера
Воспитанник футбольной школы московского «Динамо». Профессиональную карьеру начинал в «Динамо» Вологда, за который с 1989 по 1991 год провёл 15 матчей. После распада СССР перебрался в нижегородский «Локомотив», за который в высшей лиге дебютировал 5 сентября 1992 года в домашнем матче 2-го тура турнира на выбывание против московского «Динамо», выйдя после перерыва на замену Валерию Шантолосову, оставив свои ворота в неприкосновенности. После чего был отдан в аренду в ливийский клуб «Реада-Аль-Адам». В 1995 году перешёл в новороссийский «Черноморец», однако за клуб почти не играл, отдавался в аренду в «Чкаловец» и играл за фарм-клуб. С 1998 по 1999 годы был основным вратарём «Спартака» Щёлково. Профессиональную карьеру завершил в 2002 году в «Мосэнерго». В 2004 году работал тренером вратарей в клубе «Видное».